# Bruno Rossi (calciatore 1915)
Bruno Rossi (Portoferraio, 7 luglio 1915 – La Spezia, 14 settembre 1977) è stato un calciatore italiano, di ruolo mediano.

## Carriera
In gioventù milita nell'Elbana. Successivamente viene prelevato dal Livorno, dove nell'arco di tre campionati mette a segno una rete in 54 partite, 32 delle quali in Serie A.
Nel 1942 passa allo Spezia, dove disputa 18 gare in Serie B; nel 1944 con i Vigili del Fuoco di La Spezia vince il Campionato Alta Italia 1944.
Nel dopoguerra veste ancora la maglia dello Spezia giocando altre 19 partite nella stagione di Serie B 1946-1947, e a fine stagione viene ceduto alla Lavagnese.

## Palmarès

### Club

#### Competizioni nazionali
- Serie B: 1

Livorno: 1936-1937
- Campionato Alta Italia: 1

VV.FF. Spezia: 1943-1944